# Керівники Запоріжжя
Керівники міста Запоріжжя — голови місцевої (виконавчої і партійної) влади в місті Запоріжжі Запорізької області, які керували містом від заснування до сьогодення. 
| Прізвище, ім'я, по-батькові                                | Місто | Місто                                                      | Роки на посаді          | Посада                                                                         |
| Прізвище, ім'я, по-батькові                                | Народження | Смерті                                                     | Роки на посаді          | Посада                                                                         |
| ---------------------------------------------------------- | --- | ---------------------------------------------------------- | ----------------------- | ------------------------------------------------------------------------------ |
| Мовчановський Фелікс Францевич                             | Окліни, Ґміна Віжайни, Сувалський повіт, Республіка Польща                                                                         | Катеринослав, Катеринославська губернія, Українська СРР    | 1901 — 1907             | міський голова                                                                 |
| Тихомиров Сергій Олександрович                             | |                                                            | 1907 — 1907             | міський голова                                                                 |
| Мовчановський Фелікс Францевич                             | Окліни, Ґміна Віжайни, Сувалський повіт, Республіка Польща                                                                         | Катеринослав, Катеринославська губернія, Українська СРР    | 1907 — 1911             | міський голова                                                                 |
| Дмитренко Кирило Максимович                                | |                                                            | 1911 — 191              | в.о. міського голови                                                           |
| Мовчановський Фелікс Францевич                             | Окліни, Ґміна Віжайни, Сувалський повіт, Республіка Польща                                                                         | Катеринослав, Катеринославська губернія, Українська СРР    | 1916 — 1917             | міський голова                                                                 |
| Гоппе Микола Іванович                                      | невідомо | невідомо                                                   | .03.1921 — .04.1921     | голова міської ради                                                            |
| Пахомов Микола Іванович                                    | місто Таганрог, тепер Ростовської області,                                                                                         | розстріляний, полігон «Комунарка» біля Москви.             | .04.1921 — .06.1921     | голова міської ради                                                            |
| Сидоров Ілля Михайлович                                    | невідомо | невідомо                                                   | .06.1921 — .08.1921     | в.о.голови міської ради                                                        |
| Гоппе Микола Іванович                                      | невідомо | невідомо                                                   | .08.1921 — .09.1921     | голова міської ради                                                            |
| Яшников Григорій Іванович                                  | невідомо | невідомо                                                   | .09.1921 — .05.1922     | голова міської ради                                                            |
| Ляшко Іван Мартинович                                      | село Вознесенка Олександрівського повіту Катеринославської губернії                                                                | невідомо                                                   | .05.1922 — .11.1922     | в.о.голови міської ради                                                        |
| Гаврилов Іван Андрійович                                   | Буличі, Лихвинський повіт[ru], Калузька губернія, Російська імперія                                                                | розстріляний Київ, Українська РСР, СРСР                    | .11.1922 — .12.1922     | голова міської ради                                                            |
| Ляшко Іван Мартинович                                      | село Вознесенка Олександрівського повіту Катеринославської губернії                                                                | невідомо                                                   | .12.1922 — .11.1923     | в.о.голови міської ради                                                        |
| Гаврилов Іван Андрійович                                   | Буличі, Лихвинський повіт[ru], Калузька губернія, Російська імперія                                                                | розстріляний Київ, Українська РСР, СРСР                    | .11.1923 — .06.1924     | голова міської ради                                                            |
| Коробкін Федір Тихонович                                   | с. Топтоватка Усманського повіту Тамбовської губ.                                                                                  | розстріляний                                               | .06.1924 — 1924         | голова міської ради                                                            |
| Ляшко Іван Мартинович                                      | село Вознесенка Олександрівського повіту Катеринославської губернії,                                                               | невідомо                                                   | 1924 — .02.1925         | в.о.голови міської ради                                                        |
| Плис Іван Іванович                                         | Херсонська губернія, Російська імперія                                                                                             | розстріляний Харків, Українська РСР, СРСР                  | .02.1925 — .04.1925     | голова міської ради                                                            |
| Онищенко Павло Іванович                                    | село Копані, тепер Оріхівського району Запорізької області                                                                         | розстріляний Дніпропетровськ, Українська РСР, СРСР         | .04.1925 — .09.1927     | голова міської ради                                                            |
| Маренгольц Михайло Антонович                               | невідомо | невідомо                                                   | .09.1927 — .09.1929     | голова міської ради                                                            |
| Татаренко Йосип Степанович                                 | |                                                            | .11.1929 — .09.1930     | голова міської ради                                                            |
| Соколов Олександр Гаврилович                               | Санкт-Петербург, Російська імперія або Ржевский повітd, Тверська губернія, Російська імперія                                       | розстріляний Київ, Українська РСР, СРСР                    | .09.1930 — .02.1932     | відповідальний секретар міського комітету КП(б)У                               |
| Нефоросний Олексій Іванович                                | село Бакумівка Полтавської губернії, тепер Полтавської області                                                                     | розстріляний Харків, Українська РСР, СРСР                  | .09.1930 — .01.1933     | голова міської ради                                                            |
| Неструєв Федір Абрамович                                   | Харківська губернія | розстріляний Харків, Українська РСР, СРСР                  | .02.1932 — .09.1932     | відповідальний секретар міського комітету КП(б)У                               |
| Губенко Олександр Лук'янович                               | місто Олександрівськ | розстріляний                                               | .09.1932 — .09.1932     | т.в.о. відповідального секретаря міського комітету КП(б)У                      |
| Фукс Йосип Аронович                                        | станиця Кримська, тепер місто Кримськ Краснодарського краю, Російська Федерація                                                    | розстріляний Харків, Українська РСР, СРСР                  | .09.1932 — .10.1932     | відповідальний секретар міського комітету КП(б)У                               |
| Лейбензон Марк Львович                                     | Херсон, Російська імперія | розстріляний Дніпропетровськ, Українська РСР, СРСР (???)   | .10.1932 — .02.1935     | відповідальний секретар міського комітету КП(б)У                               |
| Атанасов Іван Ілліч                                        | | розстріляний                                               | .01.1933 — .01.1933     | в.о. голови міської ради                                                       |
| Штихно Мирон Федорович                                     | | розстріляний                                               | .01.1933 — .02.1933     | голова міської ради                                                            |
| Козіс Микола Леонтійович                                   | місто Кременчук, тепер Полтавської області                                                                                         | розстріляний, місто Чернігів, Українська РСР, СРСР         | .02.1933 — .11.1933     | голова міської ради                                                            |
| Штихно Мирон Федорович                                     | | розстріляний                                               | .11.1933 — .12.1933     | голова міської ради                                                            |
| Алексеєнко Георгій Петрович                                | Херсон, Російська імперія | розстріляний Дніпропетровськ, Українська РСР, СРСР         | .12.1933 — .10.1936     | голова міської ради                                                            |
| Грушевенко Михайло Мусійович                               | |                                                            | .10.1936 — .10.1936     | в.о. голови міської ради                                                       |
| Струц Василь Никифорович                                   | місто Кобеляки, тепер Полтавської області                                                                                          | розстріляний, Київ, Українська РСР, СРСР                   | .02.1935 — .03.1937     | 1-й секретар міського комітету КП(б)У                                          |
| Левітін Єфроїм Якович                                      | місто Смоленськ | розстріляний Дніпропетровськ, Українська РСР, СРСР         | .10.1936 — .06.1937     | голова міської ради                                                            |
| Матвєєв Микола Іванович                                    | Селищинські казарми (село Селищі) Новгородського повіту Новгородської губернії,                                                    | розстріляний Дніпропетровськ, Українська РСР, СРСР         | .03.1937 — .05.1937     | в.о. 1-го секретаря міського комітету КП(б)У                                   |
| Матвєєв Микола Іванович                                    | Селищинські казарми (село Селищі) Новгородського повіту Новгородської губернії,                                                    | розстріляний Дніпропетровськ, Українська РСР, СРСР         | .05.1937 — .07.1937     | 1-й секретар міського комітету КП(б)У                                          |
| Грушевенко Михайло Мусійович                               | невідомо | розстріляний                                               | .06.1937 — .09.1937     | в.о. голови міської ради                                                       |
| Бєсов Дмитро Іванович                                      | місто Маріуполь, тепер Донецької області                                                                                           | розстріляний (Запоріжжя??)                                 | .07.1937 — .08.1937     | в.о. 1-го секретаря міського комітету КП(б)У                                   |
| Марковський Іван Зіновійович                               | Гродненська губернія, Литовське генерал-губернаторство, Російська імперія                                                          | Кривий Ріг, Дніпропетровська область, Українська РСР, СРСР | .08.1937 — .10.1937     | в.о. 1-го секретаря міського комітету КП(б)У                                   |
| Дорофеєв Захар Миколайович                                 | Олександрівськ, Катеринославська губернія, Російська імперія                                                                       | м. Тернопіль                                               | .09.1937 — .01.1939     | голова міської ради                                                            |
| Петрочук Онуфрій Никифорович                               | село Приборово Брест-Литовського повіту Гродненської губернії, тепер Берестейського району Брестської області, Республіка Білорусь | місто Запоріжжя                                            | .10.1937 — .05.1938     | в.о. 1-го секретаря міського комітету КП(б)У                                   |
| Федоренко Яким Іванович                                    | село Угріци Єльнінського повіту Смоленської губернії,                                                                              | місто Ульяновськ, Російська Федерація                      | .05.1938 — .02.1939     | 1-й секретар міського комітету КП(б)У                                          |
| Бондаренко Григорій Іванович                               | село Малокатеринівка Олександрівського повіту Катеринославської губернії, тепер смт. Запорізького району Запорізької області       | невідомо                                                   | .01.1939 — .02.1939     | в.о. голови міської ради                                                       |
| Бондаренко Григорій Іванович                               | село Малокатеринівка Олександрівського повіту Катеринославської губернії, тепер смт. Запорізького району Запорізької області       | невідомо                                                   | .02.1939 — .06.1940     | голова виконкому міської ради депутатів трудящих                               |
| Комаров Петро Миколайович                                  | місто Ялта, тепер Автономна Республіка Крим                                                                                        | місто Запоріжжя                                            | .02.1939 — .03.1940     | 1-й секретар міського комітету КП(б)У                                          |
| Матюшин Федір Семенович                                    | Бежиця, Брянський повітd, Орловська губернія, Російська імперія                                                                    | Київ, Українська РСР, СРСР                                 | .03.1940 — .10.1941     | 1-й секретар міського комітету КП(б)У                                          |
| Скрябін Володимир Володимирович                            | Лівни, Орловська губернія, Російська імперія                                                                                       | Київ, Українська РСР, СРСР                                 | .06.1940 — .10.1941     | голова виконкому міської ради депутатів трудящих                               |
| Матюшин Федір Семенович                                    | Бежиця, Брянський повітd, Орловська губернія, Російська імперія                                                                    | Київ, Українська РСР, СРСР                                 | .10.1943 — .09.1946     | 1-й секретар міського комітету КП(б)У                                          |
| Сокирченко Яків Євдокимович                                | місто Олександрівськ, тепер місто Запоріжжя                                                                                        | місто Запоріжжя                                            | .10.1943 — .12.1943     | в.о. голови виконкому міської ради депутатів трудящих                          |
| Сокирченко Яків Євдокимович                                | місто Олександрівськ, тепер місто Запоріжжя                                                                                        | місто Запоріжжя                                            | .12.1943 — .03.1944     | голова виконкому міської ради депутатів трудящих                               |
| Астахов Михайло Андрійович                                 | м. Катеринослав, нині Дніпро Дніпропетровська область                                                                              | м. Запоріжжя,Українська РСР                                | .03.1944 — .03.1944     | в.о. голови виконкому міської ради депутатів трудящих                          |
| Астахов Михайло Андрійович                                 | м. Катеринослав, нині Дніпро Дніпропетровська область                                                                              | м. Запоріжжя,Українська РСР                                | .03.1944 — .01.1948     | голова виконкому міської ради депутатів трудящих                               |
| Брежнєв Леонід Ілліч                                       | с. Кам'янське, Катеринославська губернія, Російська імперія                                                                        | Москва, РРФСР, СРСР                                        | .09.1946 — .11.1947     | 1-й секретар міського комітету КП(б)У                                          |
| Єнютін Георгій Васильович                                  | Маріуполь, Катеринославська губернія, Російська імперія                                                                            | Москва, СРСР                                               | .11.1947 — .03.1950     | 1-й секретар міського комітету КП(б)У                                          |
| Скрябін Володимир Володимирович                            | Лівни, Орловська губернія, Російська імперія                                                                                       | Київ, Українська РСР, СРСР                                 | .01.1948 — .01.1949     | голова виконкому міської ради депутатів трудящих                               |
| Бєловол Георгій Микитович                                  | залізнична станція Ново-Слов'янськ Ізюмського повіту Харківської губернії, тепер у складі міста Слов'янська Донецької області      | невідомо                                                   | .01.1949 — .12.1950     | голова виконкому міської ради депутатів трудящих                               |
| Скрябін Володимир Володимирович                            | Лівни, Орловська губернія, Російська імперія                                                                                       | Київ, Українська РСР, СРСР                                 | .03.1950 — .07.1950     | 1-й секретар міського комітету КП(б)У                                          |
| Рудич Михайло Антонович                                    | місто Єлисаветград | Запоріжжя, Україна                                         | .07.1950 — .10.1957     | 1-й секретар міського комітету КП(б)У                                          |
| Бучакчійський Михайло Михайлович                           | село Малософіївка, тепер Криничанського району Дніпропетровської області                                                           | місто Запоріжжя                                            | .12.1950 — .05.1951     | голова виконкому міської ради депутатів трудящих                               |
| Мінаков Олександр Григорович                               | місто Мелітополь Таврійської губернії, тепер Запорізької області                                                                   | невідомо                                                   | .05.1951 — .03.1953     | голова виконкому міської ради депутатів трудящих                               |
| Воробйов Микола Антонович                                  | станція Рядова Катерининської залізниці, тепер Кіровоградської області                                                             | Київ, Українська РСР, СРСР                                 | .03.1953 — .03.1961     | голова виконкому міської ради депутатів трудящих                               |
| Бурка Михайло Йосипович                                    | ст. Сентянівка, Катеринославська губернія, Російська імперія (нині Слов'яносербський район, Луганська область)                     | Київ, Українська РСР, СРСР                                 | .10.1957 — .03.1958     | 1-й секретар міського комітету КПУ                                             |
| Хромих Іван Ілліч                                          | село Василівське Лівенського повіту Орловської губернії, тепер Воловський район Липецької області, Російська Федерація             | невідомо                                                   | .03.1958 — .06.1959     | 1-й секретар міського комітету КПУ                                             |
| Бондалетов Іван Васильович                                 | слобода Біла, тепер Біловського району Курської області, Російська Федерація                                                       | Рига, Латвійська РСР, СРСР                                 | .06.1959 — .12.1962     | 1-й секретар міського комітету КПУ                                             |
| Площенко Володимир Дмитрович                               | станція Кічкас Запорізького округу, тепер у складі міста Запоріжжя Запорізької області                                             | Київ, Україна                                              | .03.1961 — .02.1971     | голова виконкому міської ради депутатів трудящих                               |
| Малий Іван Васильович                                      | селище Фрунзе, тепер у складі міста Дніпра Дніпропетровської області                                                               | невідомо                                                   | .12.1964 — .01.1968     | 1-й секретар міського комітету КПУ                                             |
| П'янков Євген Олександрович                                | місто Надєждінськ, тепер місто Сєров Свердловської області Російська Федерація                                                     | Київ, Україна                                              | .01.1968 — .12.1975     | 1-й секретар міського комітету КПУ                                             |
| Харченко Григорій Петрович                                 | Миронівка, Миронівський район, Українська СРР, СРСР                                                                                |                                                            | .02.1971 — .02.1974     | голова виконкому міської ради депутатів трудящих                               |
| Яланський Валентин Антонович                               | станція Блакитна (нині Херсонська область)                                                                                         | Запоріжжя, Україна                                         | .02.1974 — .05.1987     | голова виконкому міської ради народних депутатів                               |
| Воденіктов Іван Георгійович                                | Отешкалі Атамбаєва, Актогайський сільський округ, Махамбетський район, Атирауська область, Казахська РСР, СРСР                     | Запоріжжя, Україна                                         | .12.1975 — .10.1985     | 1-й секретар міського комітету КПУ                                             |
| Ванат Петро Михайлович                                     | Дубно, Дубенський повіт, Волинське воєводство, Польська Республіка                                                                 | Запоріжжя, Україна                                         | .10.1985 — .04.1991     | 1-й секретар міського комітету КПУ                                             |
| Васильєв Володимир Феодосійович                            | село Матвіївка, тепер Вільнянського району Запорізької області                                                                     | -                                                          | .05.1987 — .03.1990     | голова виконкому міської ради народних депутатів                               |
| Панкратов Віктор Павлович                                  | Астраханка, Мелітопольський район, Запорізька область, Українська РСР, СРСР                                                        | -                                                          | 30.03.1990 — 14.01.1991 | голова міської ради народних депутатів                                         |
| Бочкарьов Юрій Георгійович                                 | Петропавловськ-Камчатський, РРФСР, СРСР                                                                                            | Запоріжжя, Україна                                         | 08.04.1990 — 02.01.1991 | голова виконкому міської ради народних депутатів                               |
| Бочкарьов Юрій Георгійович                                 | Петропавловськ-Камчатський, РРФСР, СРСР                                                                                            | Запоріжжя, Україна                                         | 14.01.1991 — 02.04.1992 | голова міської ради народних депутатів та виконавчого комітету                 |
| Бережний Олександр Павлович                                | село Кам'янка, тепер Новопсковського району Луганської області                                                                     | -                                                          | 29.04.1991 — 30.08.1991 | 1-й секретар міського комітету КПУ                                             |
| Новіков Євген Євгенович                                    | місто Бердянськ Запорізької області                                                                                                | -                                                          | 28.04.1992 — 15.10.1992 | в.о. голови міської ради народних депутатів та виконавчого комітету            |
| Головко Олександр Степанович                               | Нікополь, Дніпропетровська область, Українська РСР, СРСР                                                                           | -                                                          | 15.10.1992 — 08.02.2000 | голова міської ради народних депутатів та виконавчого комітету, міський голова |
| Сєлін Станіслав Миколайович і Кузьмін Олександр Сергійович | село Красне Гомельського району Гомельської області, Республіка Білорусь                                                           | -                                                          | 08.02.2000 — 04.06.2000 | в.о. міського голови                                                           |
| Поляк Олександр Володимирович                              | Запоріжжя | Запоріжжя, Україна                                         | 04.06.2000 — 22.02.2003 | міський голова                                                                 |
| Грищенко Володимир Федосійович                             | Припутні, Ічнянський район, Чернігівська область, Українська РСР, СРСР                                                             | Запоріжжя, Україна                                         | 05.03.2003 — 08.06.2003 | в.о. міського голови (одночасно з Наливайко)                                   |
| Наливайко Іван Іванович                                    | село Іванівка Петриківського району Дніпропетровської області                                                                      | -                                                          | 05.03.2003 - 08.06.2003 | в.о міського голови (одночасно з Грищенко)                                     |
| Карташов Євген Григорович                                  | рудник Щеглівський, Макіївський район, Сталінська область, Українська РСР, СРСР                                                    |                                                            | 8.06.2003 — 24.09.2010  | міський голова                                                                 |
| Кальцев Володимир Федорович                                | місто Бердянськ Запорізької області                                                                                                |                                                            | 24.09.2010 — 17.12.2010 | в.о. міського голови                                                           |
| Сін Олександр Ченсанович                                   | місто Орджонікідзе (тепер Покров), Дніпропетровська область                                                                        |                                                            | 17.12.2010 — 25.11.2015 | міський голова                                                                 |
| Буряк Володимир Вікторович                                 | смт Курилівка, Дніпропетровська область, Українська РСР                                                                            |                                                            | 25.11.2015 — 29.09.2021 | міський голова                                                                 |
| Куртєв Анатолій Валентинович                               | Запоріжжя, Українська РСР |                                                            | 29.09.2021 — 24.04.2024 | в.о міського голови                                                            |
| Харченко Регіна Владиславівна                              | Октябрське, Первомайського району, Кримської області УРСР                                                                          |                                                            | 24.04.2024 —            | в.о міського голови                                                            |